# 조지프 D. 쿠컨
조지프 D. 쿠컨(Joseph D. Kucan, (Kučan - Srb-Croat "Kutchan") 1965년 3월 19일 ~ )은 여러 게임과 영화의 작가, 감독, 캐스팅 감독, 배우이다.

## 일대기
조지프 D. 쿠칸은 1965년 3월 19일 라스베이거스에서 태어났다. 그의 밑에는 2명의 남동생이 있었고, 그의 부모님인 켄과 제니는 클라크 카운티의 공립학교에서 35년간 선생을 하고 있었다. 그는 10 세때 지역 커뮤니티의 "더 리들 머신(The Riddle Machine)"라는 연극에 처음 출연하였다. 곧, 그는 시에서 후원하는 젊은 사람들을 가르치기 위한 레인보우 컴퍼니(Rainbow Company)의 창립 멤버가 되어, 8년 동안 레인보우 컴퍼니에 있었으며 연극을 배워나갔다. 그 후 83년에 보난자 고등학교와 레인보우 컴퍼니를 졸업하고 일자리를 찾아 캘리포니아로 가, 로스앤젤레스에 위치한 순회 극단인 파이어버드 시어터(Firebird Theatre)에서 부배우로 1시즌을 일하다, 다시 라스베이거스로 돌아와 네바다 대학교 라스베이거스(UNLV)에서 연극을 전공하였다. 그리고 다시 레인보우 컴퍼니로 돌아와, 교육 감독이 되었다. 그 후 94년에 레인보우 컴퍼니를 나와, 웨스트우드 스튜디오의 비디오 감독으로 8년 동안 일하였다.

## 출연작
- 키란디아의 전설: Fables and Fiends (1992), 버진 게임스
- 키란디아의 전설: 운명의 손 (1993), 아바론 인터렉티브
- 키란디아의 전설: 말콤의 복수 (1994), 버진 인터렉티브
- 모노폴리 (1995), 하스브로 인터렉티브
- 커맨드 앤 컨커: 타이베리안 돈 (1995), 웨스트우드 스튜디어스 (컷신을 감독하고 케인을 연기함)
- 커맨드 앤 컨커: 레드 얼럿 (1996), 웨스트우드 스튜디어스 (컷신을 감독하고 케인을 연기함)
- 로어의 땅 II: 수호자의 운명 (1997), 아바론 인터렉티브
- 블레이드 런너 (1997), 버진 인터렉티브
- 듄 2000 (1998), 웨스트우드 스튜디어스
- 커맨드 앤 컨커: 레드 얼럿 - 리탈리에이션 (1999), 웨스트우드 스튜디어스
- 커맨드 앤 컨커: 타이베리안 선 (1999), 웨스트우드 스튜디어스 - EA 게임스 (컷신을 감독하고 케인을 연기함)
- 녹스 (2000), EA 게임스
- 커맨드 앤 컨커: 타이베리안 선 - 파이어스톰 (2000), Westwood Studioes - EA 게임스 (컷신을 감독하고 케인을 연기함)
- 커맨드 앤 컨커: 레드 얼럿 2 (2001), 웨스트우드 스튜디어스 - EA 게임스
- 커맨드 앤 컨커: 유리의 복수 (2001), 웨스트우드 스튜디어스 - EA 게임스
- 엠페러: 배틀 포 듄 (2002), 웨스트우드 스튜디어스 - EA 게임스
- 커맨드 앤 컨커: 레니게이드 (2002), 웨스트우드 스튜디어스 - EA 게임스 (컷신을 감독하고 케인의 목소리를 연기함)
- 해적: 블랙 캇의 전설 (2002), EA 게임스
- 007: 나이트파이어 (2002), EA 게임스
- 커맨드 앤 컨커 3: 타이베리움 워즈 (2007), 일렉트로닉 아츠 (케인을 연기함)
- 커맨드 앤 컨커 3: 케인의 분노 (2008), 일렉트로닉 아츠 (케인을 연기함)
- 커맨드 앤 컨커 4: 타이베리안 트와일라잇 (2011), 일렉트로닉 아츠 (케인을 연기함)